# Détroit du Prince Albert
Le détroit du Prince Albert (en inuit : Kangiryuak) est un détroit du Nord canadien situé dans la région d'Inuvik au sud-ouest de l'île Victoria, dans les Territoires du Nord-Ouest. 

## Géographie
Il forme un grau du golfe d'Amundsen et sépare la péninsule de Wollaston des zones centrales de l'île. Il s'étend sur 277 km de long pour 64 km de large.

## Histoire

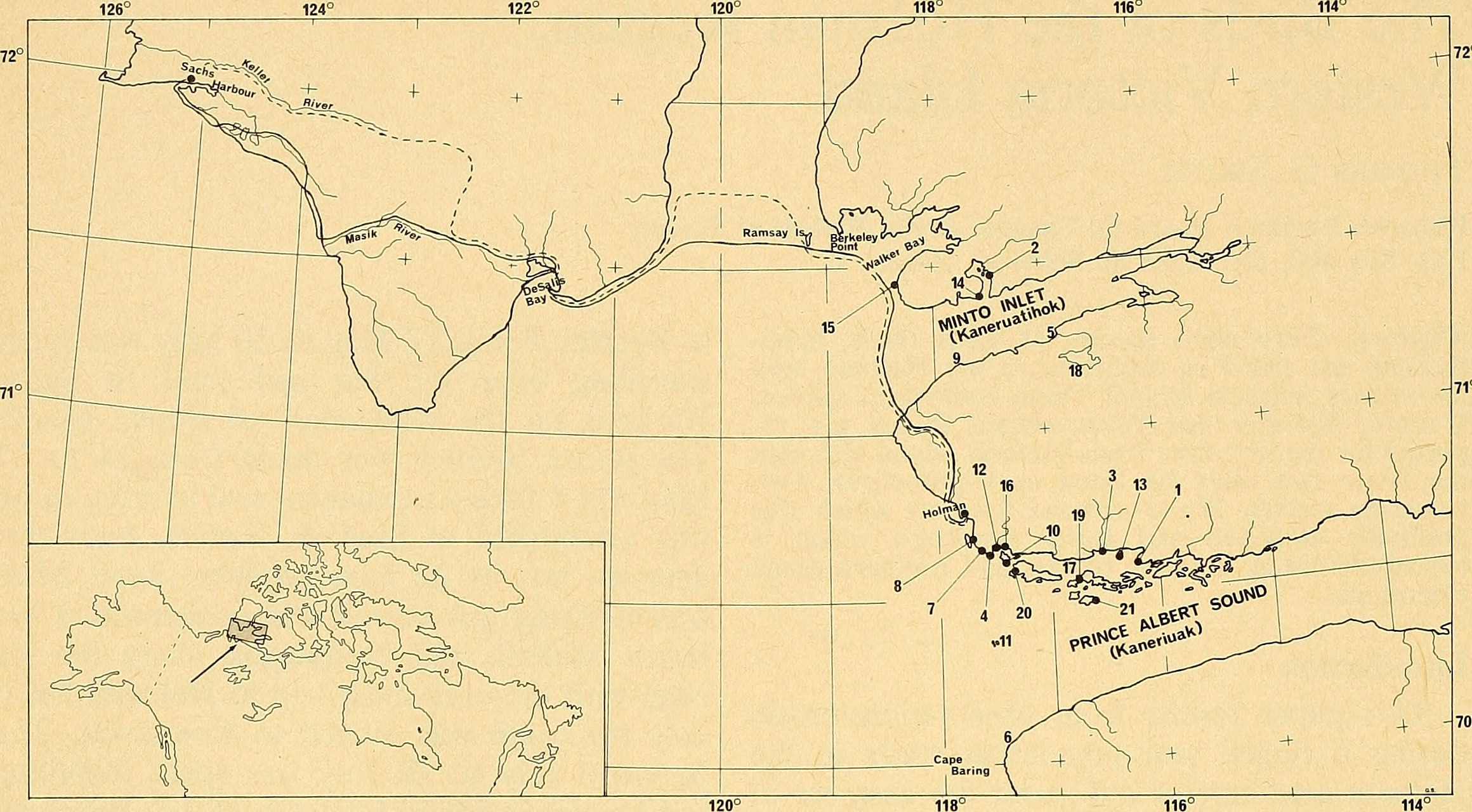
Plan montrant le détroit du Prince Albert et Minto Inlet

Le 14 mai 1851, certains des hommes de Robert McClure atteignent son côté nord. Dix jours plus tard, John Rae arrive côté sud, mais les deux groupes ne se rencontreront jamais. 